# 莫西子詩
莫西子诗（1979年4月28日—），汉名莫春林，中國大陆彝族音樂人、歌手，生於四川省涼山州。2008年，创作歌曲《不要怕》，后来被彝族山鹰组合成员瓦其依合收录在其发行的个人专辑《黑鹰之梦》中。2014年，在《中国好歌曲》第一季中演唱为俞心樵诗作《要死就一定要死在你手里》谱曲的歌曲获导师好评，加入了楊坤戰隊，最终获得全國總決賽亚军并因此走红。同年9月1日，发行第一张个人专辑《原野》。

## 音乐作品

### 专辑
| 专辑名称   | 发行时间   | 语言 | 專輯曲目 |
| ---------- | ---------- | ---- | --- |
| 原野       | 2014-09-01 | 彝语 | 1. 山魈 2. 知了叫了三天 3. 投胎记 4. 赶集 5. 妈妈的歌谣 6. 丢鸡 7. 原野 8. 失去的森林 9. 月亮与海 10. 星星是夜晚路上的眼睛 11. 思念 12. 螺髻山                     |
| 月亮白得很 | 2018-06    | 彝语 | 1. 遠處 2. 我們都是 3. 南方像莎士比亞一樣 4. 關於彝族火把節和天地演變史的一些詞語 5. 彷徨 6. 丟雞 7. 知了只叫了三天 8. 回 9. 月光白得很 10. MOMA 11. 不要怕&啊杰咯 |

### 單曲
| 歌曲名称                   |
| -------------------------- |
| 要死就一定要死在你手里     |
| 当风儿吹过这里故乡已很遥远 |
| 彷徨                       |
| 把城市拉回乡下喂狗         |
| 路上有人在说着他遥远的故乡 |
| 冬天的村庄                 |
| 云的方向                   |
| 不要怕&啊杰咯              |
| 萬物                       |

### 为他人创作
| 歌曲名称                                                 | 演唱者   | 所属专辑 | 發行日期   |
| -------------------------------------------------------- | -------- | -------- | ---------- |
| 不要怕                                                   | 瓦其依合 | 黑鹰之梦 | 2009-04-15 |
| 《当风儿吹过这里,故乡已很遥远》 （《甜蜜18岁》电影插曲） | 窦唯     |          |            |
| 《阿嫫阿哈》 （《甜蜜18岁》电影插曲）                    | 窦唯     |          |            |
| 引子 魂归路漫漫                                          | 吉杰     | 自深深处 | 2013-03-03 |

## 获奖记录

### 华语音乐传媒大奖
- 2014    第15届    最佳器乐专辑    《天宫图》    （提名）
- 2014    第15届    最佳民族/世界/新世纪音乐专辑    《原野》    （获奖）
- 2014    第15届    最佳民谣艺人    《原野》    （提名）
- 2014    第15届    最佳专辑设计    《原野》    （提名）
- 2014    第15届    最佳制作人    《原野》    （提名）
- 2014    第15届    最佳作曲人    《要死就一定要死在你手里》    （获奖）
- 2014    第15届    年度艺人    （提名）
- 2014    第15届    年度国语歌曲    《要死就一定要死在你手里》    （获奖）
- 2014    第15届    最佳录音    《原野》    （提名）

### 阿比鹿音乐奖
- 2015    第4届    最受欢迎新人    （获奖）
- 2015    第4届    最受欢迎单曲    《要死就一定要死在你手里》    （获奖）
- 2015    第4届    年度专辑    《原野》    （获奖）
- 2015    第4届    最受欢迎专辑    《天宫图》    （获奖）
- 2015    第4届    年度专辑    《天宫图》    （获奖）

### 虾米独立音乐人
- 2015    十大新人    （获奖）
- 2015    年度Top20金曲    《要死就一定要死在你手里》    （获奖）
- 2015    最佳作曲    《要死就一定要死在你手里》    （获奖）
- 2015    最佳唱片封面    《原野》    （获奖）
- 2015    年度十大专辑    《原野》    （获奖）
- 2015    最佳编曲    《月亮与海》    （获奖）

### 华语金曲奖
- 2015    国语十大唱片    《原野》    （获奖）

### 中国摇滚迷笛奖
- 2014    第6届    最佳民谣音乐奖    （获奖）
- 2014    第6届    最佳专辑设计奖    《原野》    （获奖）
- 2014    第6届    最佳年度摇滚男歌手    （提名）